# Liste des voies de Roncq
 (juillet 2020).
Ceci est une liste exhaustive des voies publiques de Roncq,.
- Haut – A
- B
- C
- D
- E
- F
- G
- H
- I
- J
- K
- L
- M
- N
- O
- P
- Q
- R
- S
- T
- U
- V
- W
- X
- Y
- Z
- 0-9

## B
- rue des Bois-Blancs.

## F
- avenue de Flandre.

## H
- rue Henri-Barbusse.

## J
- place Jean-Jaurès, ou place de Roncq.

## L
- rue de la Libération ;
- rue de Lille ;
- rue de Linselles.

## P
- rue Pasteur.

## T
- rue de Tourcoing.

## V
- rue Victor-Hugo.